# Ernst-Peter Horn
Ernst-Peter Horn ist ein Brigadegeneral des Heeres der Bundeswehr. Von 2018 bis 2021 war er Verteidigungsattaché an der Deutschen Botschaft Moskau.
Horn war vom 1. April 2013 bis zum 16. Februar 2017 stellvertretender Kommandeur der 1. Panzerdivision in Hannover. In dieser Zeit wurde die Division nach Oldenburg verlegt. Zuvor war Horn Abteilungsleiter Personal, Organisation und Ausbildung im Heeresführungskommando in Koblenz. Nach seiner Vorbereitung auf eine Verwendung als Verteidigungsattaché im Streitkräfteamt war er seit dem 1. September 2018 bis zum September 2021 als Leiter des Militärattachéstabes in Moskau eingesetzt. Danach übernahm er eine Funktion im Zentrum Innere Führung in Koblenz.